# Pusdosso
Pusdosso is een plaats (frazione) in de Italiaanse gemeente Isola di Fondra.